# 인계초등학교 (전북)
인계초등학교는 대한민국 전북특별자치도 순창군 인계면 가성리에 있는 초등학교다.

## 학교 연혁
- 1927년 6월 1일 인계공립보통학교 개교(설립인가 2월 6일)
- 1938년 4월 1일 교명 변경 (인계공립심상소학교)
- 1941년 4월 1일 교명 변경 (인계공립국민학교)
- 1981년 3월 4일 병설유치원 인가
- 1991년 3월 1일 용마분교장 편입
- 1993년 2월 28일 용마분교장 폐교(본교로 통폐합)
- 1996년 3월 1일 인계초등학교로 개칭
- 2018년 3월 1일 제31대 교장 유상열 부임
- 2020년 2월 7일 제89회 졸업(졸업생 총 4,501명)

## 참고 자료
- 인계초등학교 - 한국교육학술정보원 학교알리미